# Niccolò Antonelli
Pour les articles homonymes, voir Antonelli.
Niccolò Antonelli, né le 23 février 1996 à Cattolica est un pilote de vitesse moto italien. Il évolue dans le championnat Moto3 depuis 2012.
Pour la saison 2019, il évolue toujours dans le team SIC58 Squadra Corse appartenant au père de Marco Simoncelli. Il est le coéquipier de Tatsuki Suzuki.

## Statistiques

### Par années
(Mise à jour après le  Grand Prix moto de la Communauté valencienne 2021)
| Saison | Catégorie | Moto      | Course | Victoire | Pod | Pôle | Meilleur temps | Points | Classement |
| ------ | --------- | --------- | ------ | -------- | --- | ---- | -------------- | ------ | ---------- |
| 2012   | Moto3     | Honda     | 16     | 0        | 0   | 0    | 0              | 77     | 14e        |
| 2012   | Moto3     | FTR Honda | 16     | 0        | 0   | 0    | 0              | 77     | 14e        |
| 2013   | Moto3     | FTR Honda | 17     | 0        | 0   | 0    | 0              | 47     | 17e        |
| 2014   | Moto3     | KTM       | 18     | 0        | 0   | 1    | 0              | 68     | 14e        |
| 2015   | Moto3     | Honda     | 18     | 2        | 4   | 2    | 2              | 174    | 5e         |
| 2016   | Moto3     | Honda     | 17     | 1        | 1   | 1    | 0              | 91     | 11e        |
| 2017   | Moto3     | KTM       | 16     | 0        | 1   | 0    | 0              | 38     | 18e        |
| 2018   | Moto3     | Honda     | 16     | 0        | 0   | 1    | 0              | 71     | 15e        |
| 2019   | Moto3     | Honda     | 15     | 1        | 1   | 3    | 2              | 128    | 7e         |
| 2020   | Moto3     | Honda     | 14     | 0        | 0   | 0    | 0              | 40     | 19e        |
| 2021   | Moto3     | KTM       | 16     | 0        | 4   | 1    | 0              | 152    | 6e         |
| Total  |           |           | 163    | 4        | 11  | 9    | 4              | 886    |            |

- saison en cours

### Statistiques par catégorie
(Mise à jour après le  Grand Prix moto de la Communauté valencienne 2021)
| Catégorie | Année | 1er GP   | 1er Podium | 1re Victoire | Courses | Victoires | Podiums | Pole | M.tours¹ | Points | Titres |
| --------- | ----- | -------- | ---------- | ------------ | ------- | --------- | ------- | ---- | -------- | ------ | ------ |
| Moto3     | 2012- | QAT 2012 | CZE 2015   | CZE 2015     | 163     | 4         | 11      | 9    | 4        | 886    | 0      |
| Total     | 2012- |          |            |              | 163     | 4         | 11      | 9    | 4        | 886    | 0      |

### Courses par année
| Année | Catégorie | Moto      | 1       | 2       | 3       | 4       | 5       | 6       | 7       | 8       | 9       | 10      | 11      | 12      | 13      | 14      | 15      | 16      | 17      | 18      | 19      | Classement final | Points |
| ----- | --------- | --------- | ------- | ------- | ------- | ------- | ------- | ------- | ------- | ------- | ------- | ------- | ------- | ------- | ------- | ------- | ------- | ------- | ------- | ------- | ------- | ---------------- | ------ |
| 2012  | Moto3     | Honda     | QAT 17  |         |         |         |         |         |         |         |         |         |         |         |         |         |         |         |         |         |         | 14e              | 77     |
| 2012  | Moto3     | FTR Honda |         | SPA 8   | POR 6   | FRA 4   | CAT 12  | GBR 13  | NED Ab. | GER 12  | ITA 4   | IND Ab. | CZE 23  | RSM 8   | ARA 10  | JPN 12  | MAL 15  | AUS Ab. | VAL 13  |         |         | 14e              | 77     |
| 2013  | Moto3     | FTR Honda | QAT Ab. | AME Ab. | SPA Ab. | FRA Ab. | ITA 7   | CAT Ab. | NED 13  | GER 15  | IND 16  | CZE 10  | GBR 13  | RSM 8   | ARA 14  | MAL Ab. | AUS 8   | JPN 9   | VAL 27  |         |         | 17e              | 47     |
| 2014  | Moto3     | KTM       | QAT 9   | AME Ab. | ARG 25  | SPA Ab. | FRA Ab. | ITA Ab. | CAT Ab. | NED 5   | GER Ab. | IND 18  | CZE 13  | GBR 7   | RSM 16  | ARA 9   | JPN 9   | AUS 10  | MAL 7   | VAL 7   |         | 14e              | 68     |
| 2015  | Moto3     | Honda     | QAT 8   | AME 23  | ARG Ab. | SPA Ab. | FRA 5   | ITA 6   | CAT 4   | NED 9   | GER 5   | IND 7   | CZE 1   | GBR 3   | RSM 3   | ARA 6   | JPN 1   | AUS 17  | MAL 4   | VAL Ab. |         | 5e               | 174    |
| 2016  | Moto3     | Honda     | QAT 1   | ARG 10  | AME Ab. | SPA Ab. | FRA 8   | ITA 4   | CAT 20  | NED 5   | GER DNS | AUT 18  | CZE 5   | GBR DSQ | RSM 11  | ARA 14  | JPN 10  | AUS Ab. | MAL 12  | VAL 16  |         | 11e              | 91     |
| 2017  | Moto3     | KTM       | QAT 7   | ARG Ab. | AME 14  | SPA 22  | FRA Ab. | ITA 16  | CAT 11  | NED DNS | GER     | CZE 24  | AUT Ab. | GBR 16  | RSM Ab. | ARA 18  | JPN 2   | AUS Ab. | MAL Ab. | VAL 14  |         | 18e              | 38     |
| 2018  | Moto3     | Honda     | QAT 4   | ARG 8   | AME 25  | SPA 11  | FRA 5   | ITA 9   | CAT DNS | NED 15  | GER 16  | CZE 11  | AUT 22  | GBR C   | RSM 10  | ARA Ab. | THA Ab. | JPN Ab. | AUS     | MAL 10  | VAL 7   | 15e              | 71     |
| 2019  | Moto3     | Honda     | QAT 8   | ARG 4   | AME 5   | SPA 1   | FRA Ab. | ITA 4   | CAT 11  | NED 8   | GER 12  | CZE 5   | AUT 9   | GBR 4   | RSM Ab. | ARA     | THA     | JPN 12  | AUS DNS | MAL 10  | VAL DNS | 7e               | 128    |
| 2020  | Moto3     | Honda     | QAT     | SPA 9   | AND 15  | CZE 4   | AUT 19  | STY 16  | RSM 11  | EMR 18  | CAT 9   | FRA Ab. | ARA 18  | TER 22  | EUR Ab. | VAL 14  | POR 11  |         |         |         |         | 19e              | 40     |
| 2021  | Moto3     | KTM       | QAT 6   | DOA 3   | POR 6   | SPA 8   | FRA Ab. | ITA 13  | CAT 8   | GER 6   | NED 14  | STY DNS | AUT     | GBR 2   | ARA 5   | RSM 2   | AME 15  | EMI 6   | ALR 3   | VAL 9   |         | 6e               | 152    |

- saison en cours

## Palmarès

### Victoires en Moto3: 4
| Année | Lieu du Grand Prix                    | Circuit                      | Ville                |
| ----- | ------------------------------------- | ---------------------------- | -------------------- |
| 2015  | Grand Prix moto de République tchèque | Circuit de Masaryk           | Brno                 |
| 2015  | Grand Prix moto du Japon              | Circuit de Motegi            | Motegi               |
| 2016  | Grand Prix moto du Qatar              | Losail International Circuit | Doha                 |
| 2019  | Grand Prix moto d'Espagne             | Circuit permanent de Jerez   | Jerez de la Frontera |